# Geschützter Landschaftsbestandteil Apfelhof Am Franziskus

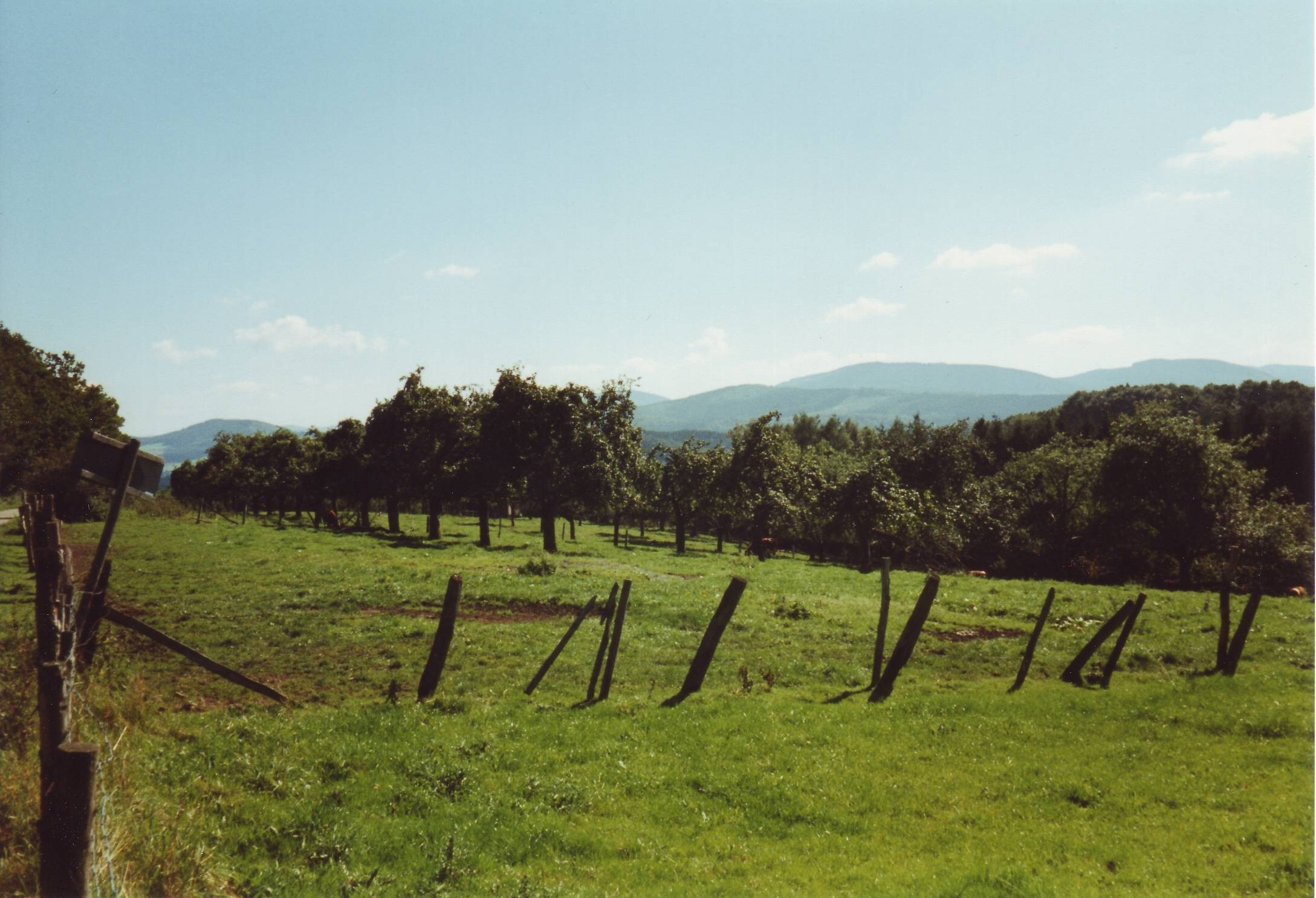
Apfelhof 2009

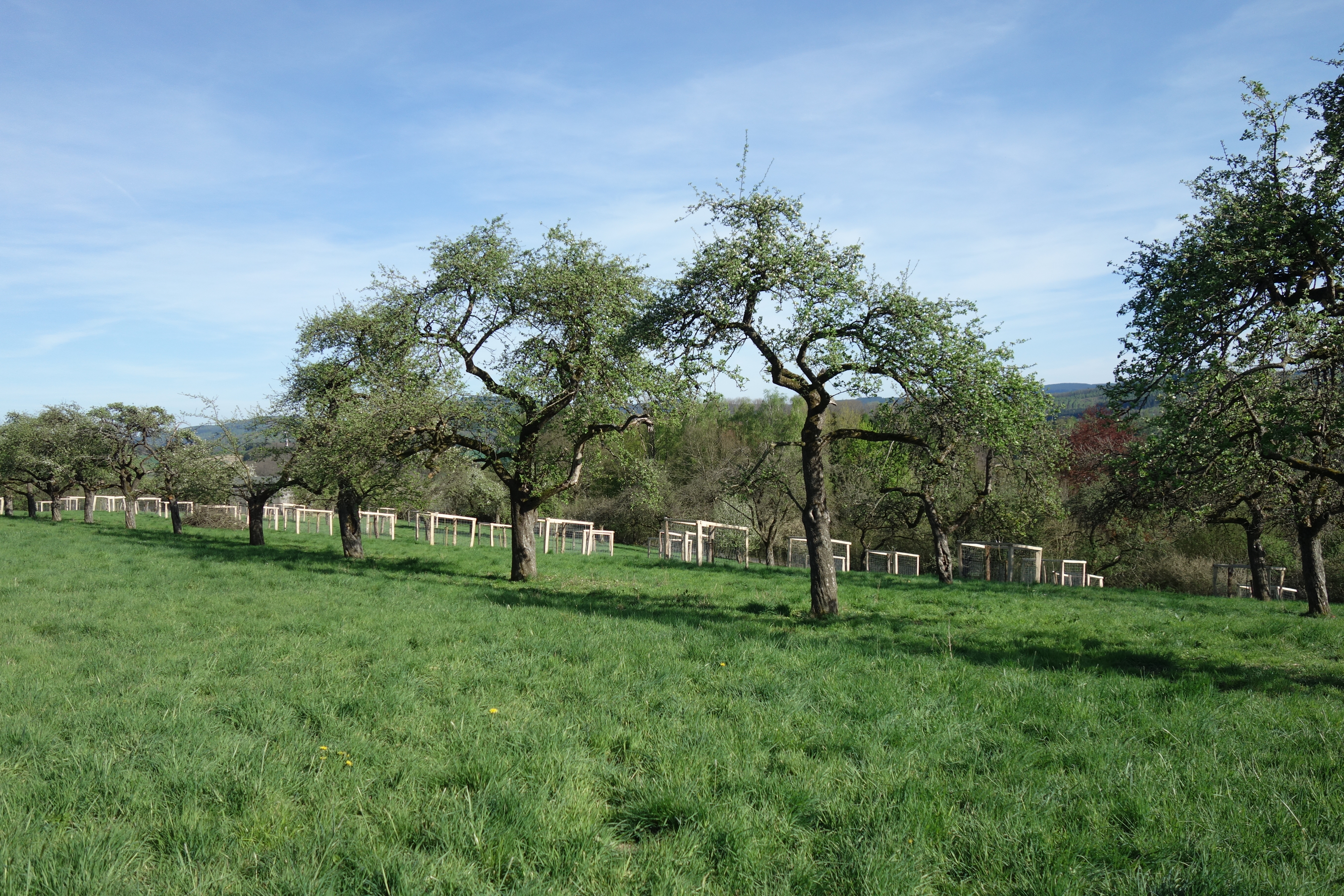
Apfelhof von Nordwesten 2019

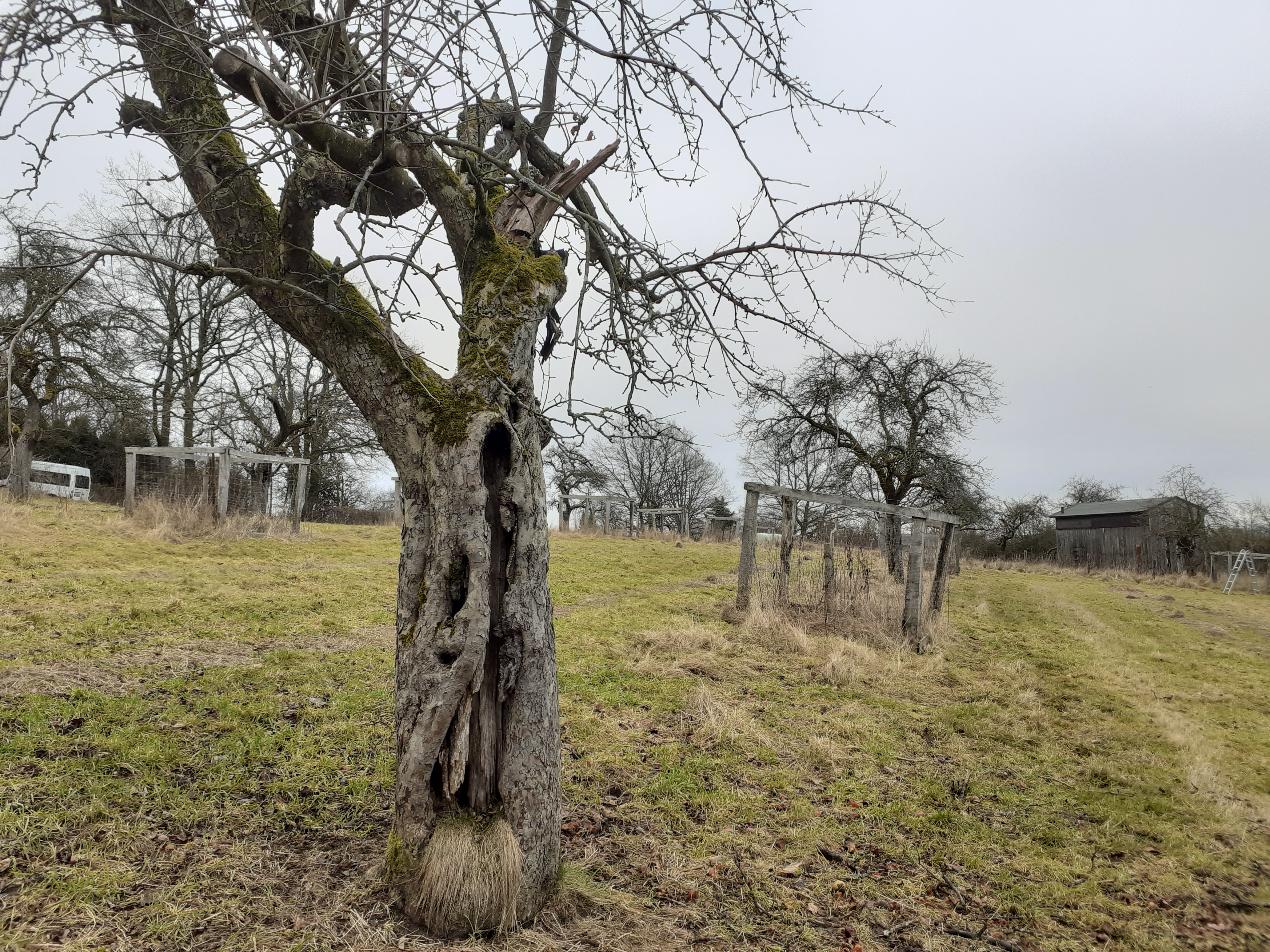
Alter Apfelbaum mit hohldem Stamm

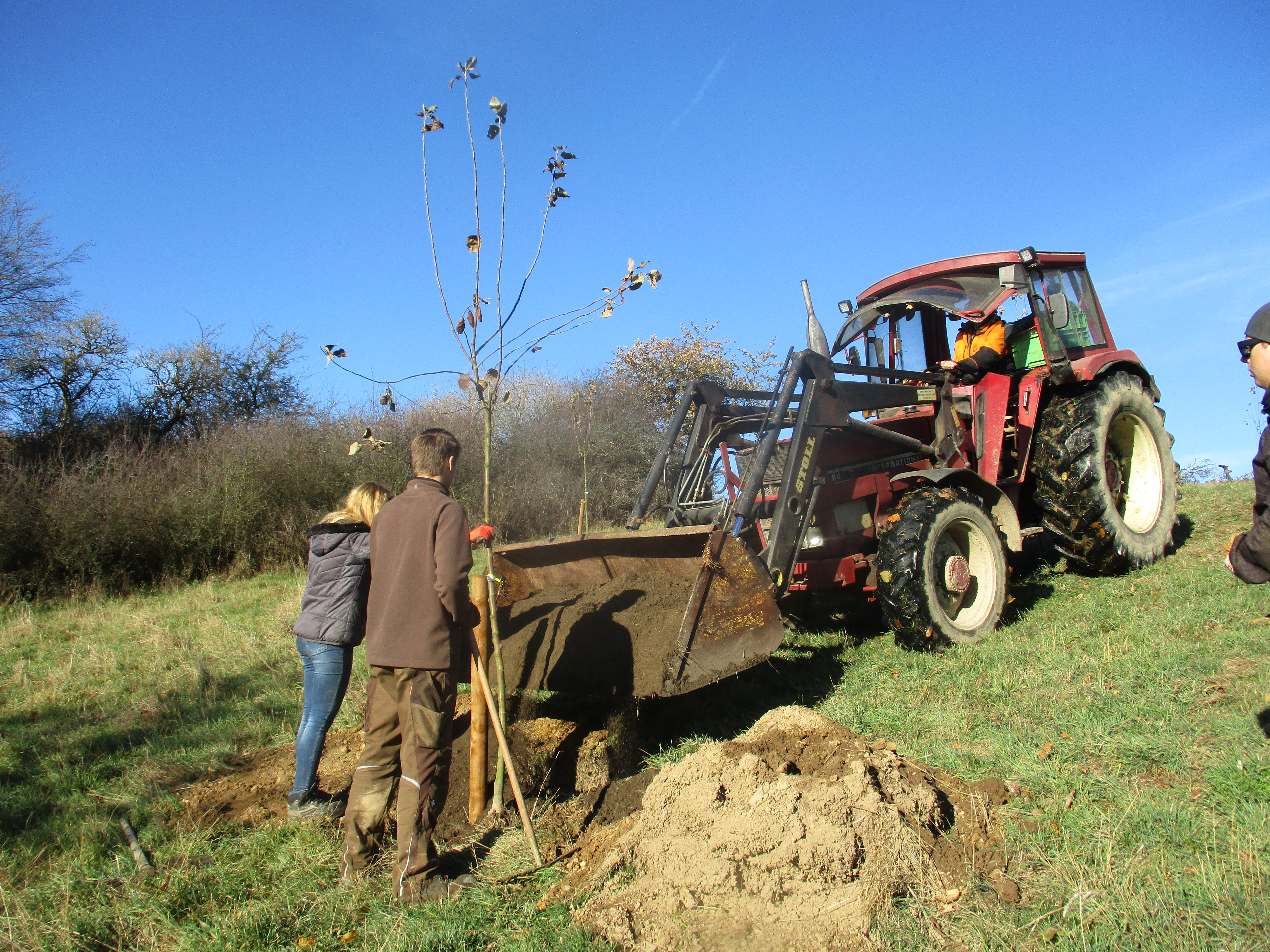
Pflanzung eines Apfelbaumes auf dem Apfelhof 2018

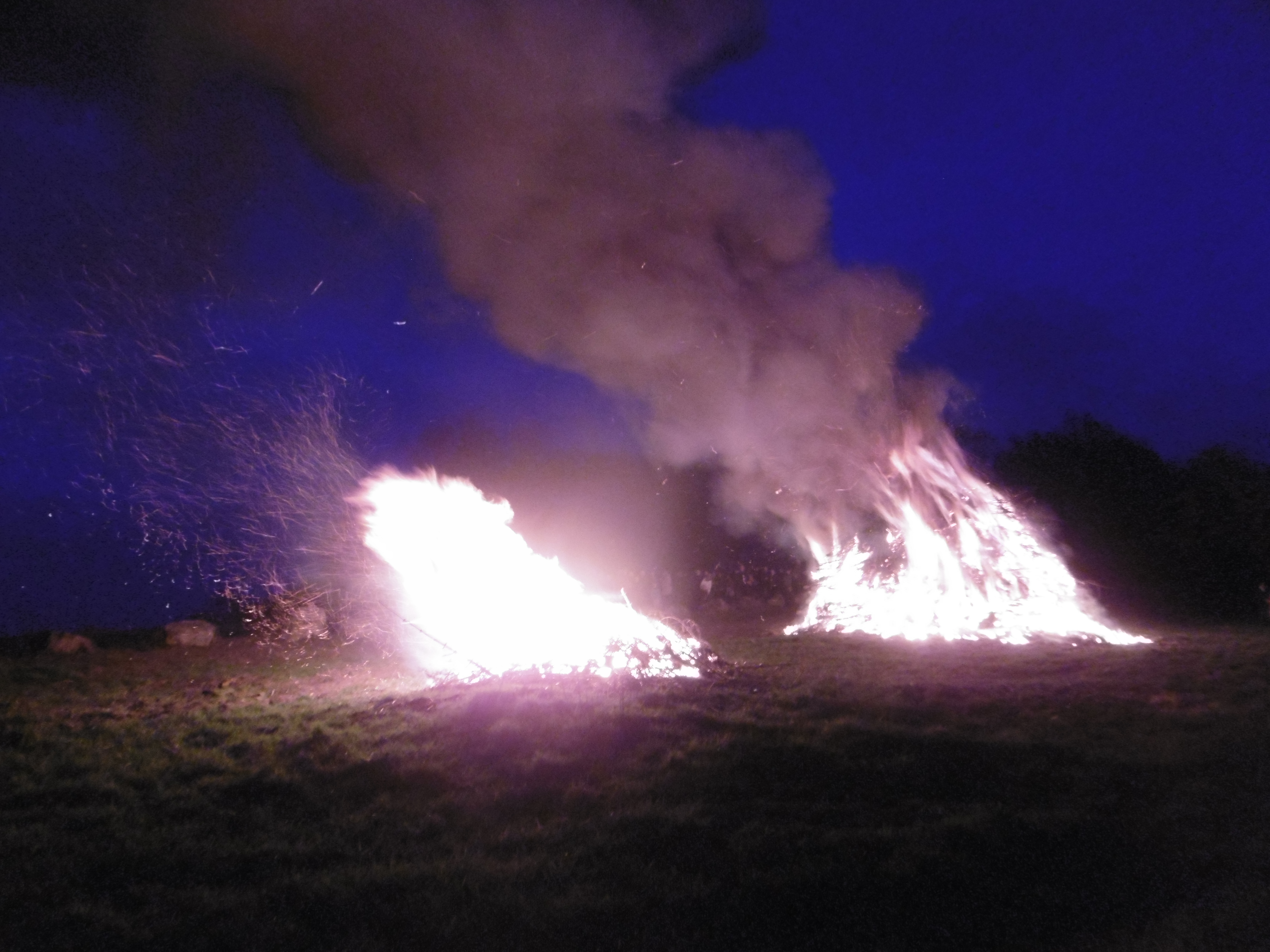
Osterfeuer 2024

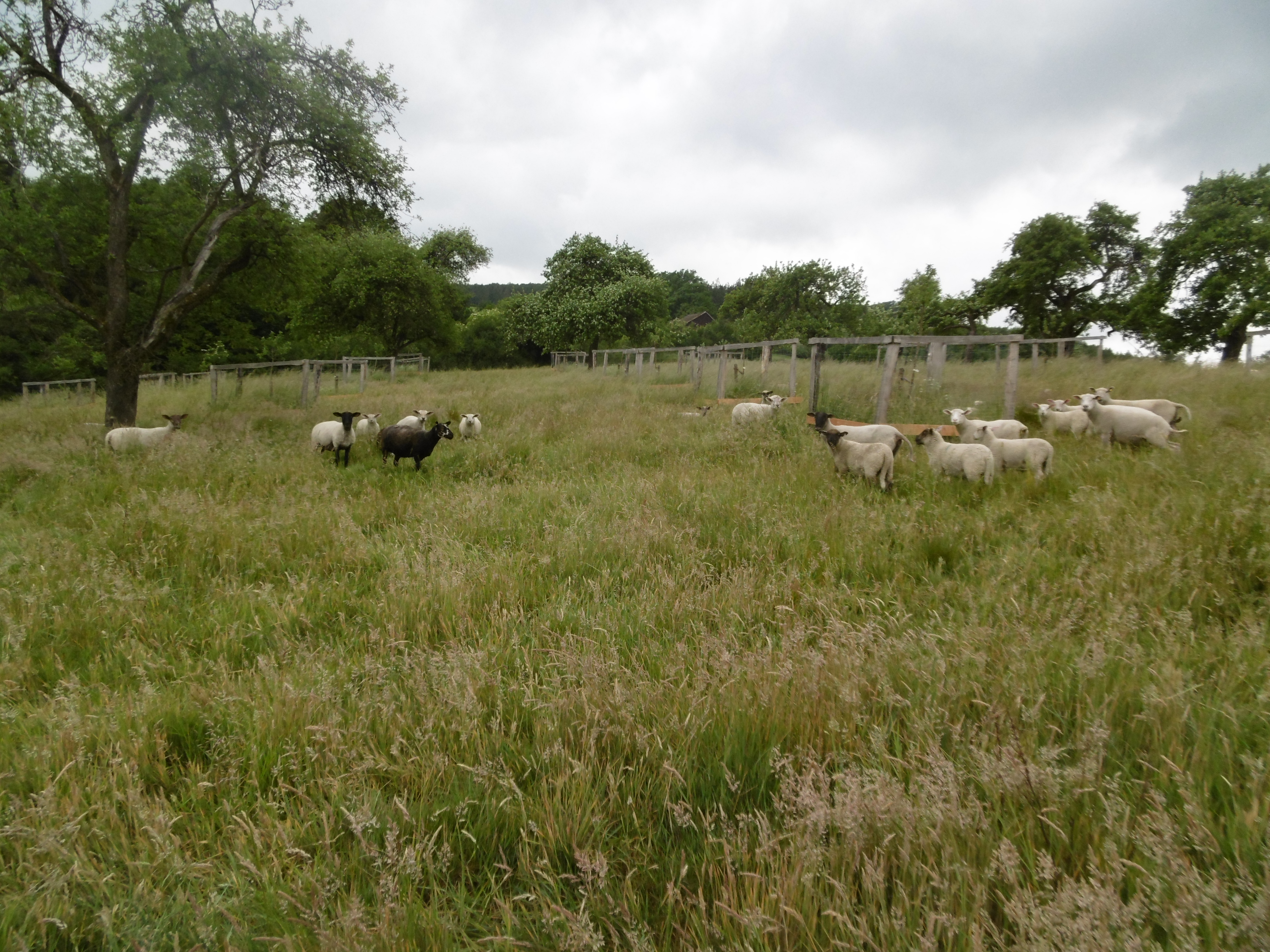
Schafe im LB

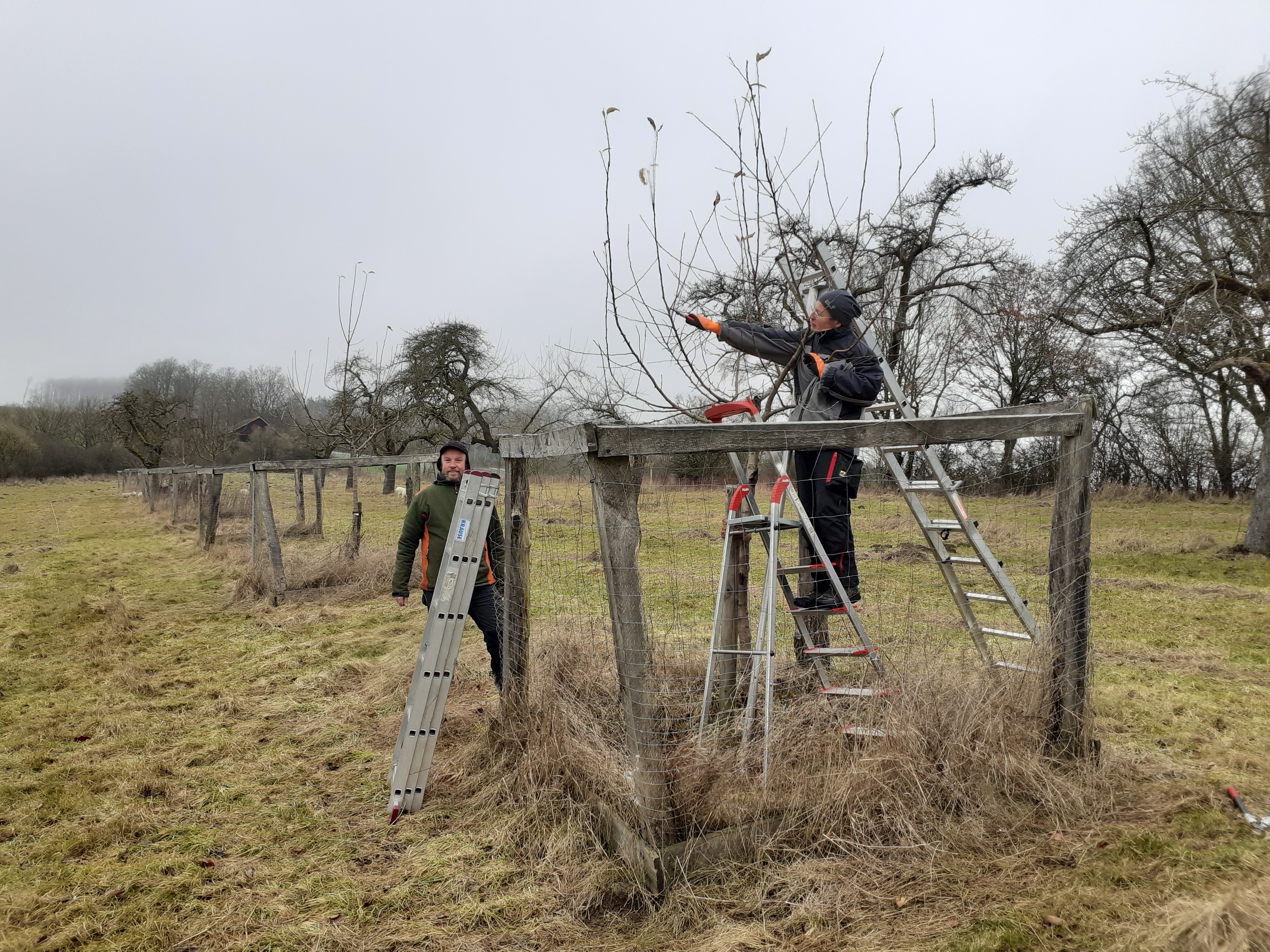
Zwei Mitglieder vom VNV beim Schneiden eines Apfelbaums

Der Geschützte Landschaftsbestandteil Apfelhof Am Franziskus mit 1,74 ha Flächengröße liegt am nordwestlichen Rand der Bebauung von Sundern im Hochsauerlandkreis. Das Gebiet wurde 2019 bei der Neuaufstellung vom Landschaftsplan Sundern durch den Kreistag des Hochsauerlandkreises als Geschützter Landschaftsbestandteil (LB) ausgewiesen. Vorher war die Fläche ohne Schutzausweisung. Das LB liegt am Berg Franziskus an der Bergstraße und grenzt im Süden und Osten direkt an die Bebauung von Sundern. Es ist sonst vom Landschaftsschutzgebiet Ortsrandlage Settmecke umgeben. Im Biotopkataster des Landes NRW befindet sich die Obstwiese unter der Kennung BK-4613-0293 mit der Bezeichnung „Obstbaumbestand am Ortsrand von Sundern-Settmecke“ und einer Flächengröße von 1,54 ha.

## Gebietsbeschreibung
Der Landschaftsplan führt zu LB auf: „Mit seiner Flächenausdehnung ist er für den Landschaftsraum von herausragender Qualität. Die Apfelbäume sind z. T. sehr alt, wenige sind bereits abgestorben. An den Parzellengrenzen finden sich oft Heckenstrukturen mit Haselnuss, Weissdorn, Schlehe bzw. Schwarzdorn, Hundsrose und Schwarzer Holunder. Durch die Festsetzung wird ein kulturhistorisch und landschaftsästhetisch wertvoller Obstbaumbestand im Siedlungsrandbereich gesichert.“ Das Biotopkataster des Landes NRW schreibt zum Wert des Gebietes, „ist für den Landschaftsraum von herausragender Qualität“.
Bei Ausweisung 2019 handelte es sich um die größte und wertvollste Obstwiese im Stadtgebiet von Sundern. An den Parzellengrenzen finden sich oft Heckenstrukturen. Im Osten steht eine Gartenhütte. Insbesondere sind die imposanten dicken Apfelbäume der Sorte Schöner aus Boskoop am Nordrand zu erwähnen. In den alten Apfelbäumen gibt es zahlreiche Höhlen und Risse die von Vögeln und Insekten als Unterschlupf und Brutplatz genutzt werden können. Zusätzlich hängen seit den 1990er Jahren Nistkästen in einigen Bäumen. Bis in die 1990er Jahre brütete der Gartenrotschwanz in den Bäumen. Der Grünspecht nutzt in seit den 2000er Jahren die Wiese als Brutplatz. Der Verein für Natur- und Vogelschutz im Hochsauerlandkreis versuchte in den 1990er Jahren vergeblich den Apfelhof anzupachten oder zu kaufen, um sie so dauerhaft zu schützen. Die Flächeneigentümer zwei Privatpersonen und die Stadt Sundern verpachteten die Fläche nicht, da sie damals Bauerwartungsland war und erwartet wurde dort demnächst Bauland für Eigenheime verkaufen zu können. Deshalb sorgte die Stadt Sundern 1993 dafür, dass die Fläche nicht im Landschaftsplangebiet vom Landschaftsplan Sundern lag und so ohne Schutzausweisung blieb. Bis in die Anfang 1990er Jahre wurde die Fläche als Weide für Rinder und zeitweise auch Pferde genutzt. Sie fiel dann zeitweise brach. Seit den 2010er Jahren wurde die Fläche mit Schafen beweidet und von einem Imker genutzt. Ab 2021 lag das Grünland brach bzw. wird gemulcht. Ab 2024 erfolgte wieder eine Schafbeweidung.

## Schutzzweck
Der Landschaftsplan Sundern führt zu geschützte Landschaftsbestandteilen aus: „Alle geschützten Landschaftsbestandteile sind kulturbetonte oder naturnahe Landschaftsteile, die sich mit ihrem eigenständigen Charakter deutlich von der sie umgebenden Wald- und Feld-Landschaft unterscheiden. Der besondere Schutz dieser Kleinstrukturen ist wegen ihrer hervorgehobenen Position für die Leistungsfähigkeit des Naturhaushaltes und / oder für die Attraktivität des Landschaftsbildes erforderlich. Die LB-Festsetzung trägt der landschaftlichen Bedeutung der Objekte Rechnung, die sie über das „normale“ landschaftliche Inventar eines Landschaftsschutzgebietes heraushebt.“

## Verbote und Entwicklungsmaßnahmen des Landschaftsplanes von 2019
Wie bei allen geschützten Landschaftsbestandteilen besteht nach § 29 Abs. 2 BNatschG das Verbot dieses zu beschädigen, auszureißen, auszugraben oder Teile davon abzutrennen oder auf andere Weise in seinem Wachstum oder Erscheinungsbild zu beeinträchtigen. Eine ordnungsgemäße Pflege ist vom Verbot ausgenommen. Es ist auch verboten Stoffe oder Gegenstände im Bereich des Geschützten Landschaftsbestandteils anzubringen, zu lagern, abzulagern, einzuleiten oder sich ihrer in anderer Weise zu entledigen, die das Erscheinungsbild oder den Bestand des Geschützten Landschaftsbestandteils gefährden oder beeinträchtigen können. Dies gilt auch für organische oder mineralische Düngemittel und Futtermittel. Sofern Gehölze zerstört bzw. beschädigt werden, kann die Untere Naturschutzbehörde eine Ersatzpflanzung oder ein Ersatzgeld festsetzten.
Speziell für das LB wurde zwei Entwicklungsmaßnahmen festgesetzt. Abgängige Obstbäume sind bis in die Zerfallsphase hinein zu erhalten und dann nachzupflanzen und vorhandene Fehlstellen sind mit standortangepassten Obstsorten zu ergänzen.

## Geschichte des LB Apfelhof Am Franziskus
Seit den 1990er Jahren führt die Interessengemeinschaft Unterem Knochen in der Nordwestecke ein Osterfeuer durch.
Die Ausweisung des Apfelhofes Am Franziskus als Naturschutzgebiet wurde 2010 der Unteren Naturschutzbehörde, während der Planung für die Neuaufstellung vom Landschaftsplan Sundern, vom Verein für Natur- und Vogelschutz im Hochsauerlandkreis (VNV) vorgeschlagen. 2018 befanden sich 34 alte Apfelbäume im Gebiet. Um die Baumlücken in der Obstwiese zu schließen – im Laufe der Jahre starben einige Bäume – wurden im November 2018 45 Obstbäume alter, seltener Sorten im städtischen Flächenbereich neu gepflanzt: 44 hochstämmige Apfelbäume von im Sauerland typischen Sorten und ein Walnussbaum. Es wurden je drei bzw. zwei Bäume einer alten Apfelsorte nach einem Pflanzschnitt gepflanzt. Zwei stehende Totholzstämme verblieben als Lebensraum z. B. für holzbewohnende Insekten auf der Fläche. Das 2018 gestartete Projekt erfolgt in Zusammenarbeit mit der Stadt Sundern, der Biologischen Station Hochsauerlandkreis und dem VNV. Die Stadt übernahm die Kosten der Aktion auf der städtischen Fläche. Nur der Walnussbaum in der Mitte der Fläche wurde vom VNV bezahlt. Die Pflanzung wurde vom fünfköpfigen Landschaftspflegetrupp der Biologischen Station Hochsauerlandkreis durchgeführt – eine Beschäftigung von zwei Wochen. Damit die Schafe, welche die Fläche beweiden, und Kaninchen die Bäume nicht durch Verbiss schädigen können, wurde ein massiver Schutz mit je vier Eichenpfählen und vier Eichenbrettern mit Schafsdraht und Kaninchendraht aufgebaut. Mit den zahlreichen Steinen aus den Pflanzgruben wurde ein Lesesteinhaufen aufgeschüttet. Daneben wurde zwei Totholzhaufen aufgeschichtet. Lesesteinhaufen und zwei Totholzhaufen sollen als Biotop für Eidechsen und anderes Getier dienen. Damit die Obstbäume im steinigen Lehmboden gut wachsen, kam in die Pflanzgrube zusätzlich noch gute Komposterde. Seltene Sorten unter den alten Apfelbäumen auf der Franziskus-Wiese sind Raaffs Liebling und Moseleisenapfel. Die neu gepflanzten Bäume gehören regionalen Sorten an, beispielsweise Geflammter Kardinal, Westfälischer Gülderling und Westfälische Tiefblüte.
Im Frühjahr 2019 wurden die ersten Altbäume beschnitten. Zwei der gepflanzten Apfelbäume starben im extrem trockenen Sommer 2019 ab. Im November 2019 wurden zwei Ersatzbäume gepflanzt. Leider wurde in einem Fall, statt eines Prinzenapfel von der Stadt ein Finkenwerder Herbstprinz, einer Sorte von der Niederelbe, gekauft.
Die Betreuung der Obstbäume auf der Obstwiese übernimmt der VNV, wobei dazu im März 2019 ein Nutzungsvertrag für 20 Jahre zwischen dem VNV und der Stadt geschlossen wurde. Obsternte, Nutzung und Verarbeitung des Obstes obliegen dem VNV. Für die Pflege des Grünlands bleibt die Stadt zuständig. Die Bevölkerung von Sundern darf weiter Äpfel nach Bedarf selber pflücken. Noch bis in die 1980er Jahre wurden die Möglichkeit der Ernte einzelner Bäume versteigert.
Der VNV führt den Erziehungsschnitt der Jungbäume und die Pflege der Altbäume durch. Für den ersten Instandsetzungsschnitt der Alt-Apfelbäume erhält der VNV 125 Euro pro Altbaum, dies ist die in NRW auch sonst gezahlte Summe für einen Instandsetzungsschnitt von Altobstbäumen. Der Instandsetzungsschnitt der 34 Altbäume soll von 2019 bis 2022 durchgeführt werden, die vereinbarte Summe für den Instandsetzungsschnitt von 4.250 Euro in vier Jahresraten gezahlt. Für den Erziehungsschnitt der Jungbäume und die normale Pflege der Altbäume bekommt der VNV eine jährliche Unterhaltungspauschale von 400 Euro.
Der Erhalt des Apfelhofes Am Franziskus wird dem Ökokonto der Stadt mit vielen geldwerten Ökopunkten gutgeschrieben. Vom Ökokonto der Stadt können bei festgesetzten Ausgleichs- und Ersatzmaßnahmen, z. B. bei Bauten, nach §§ 14 und 15 des Bundesnaturschutzgesetzes (BNatSchG) sowie §§ 1a und 35 des Baugesetzbuches (BauGB) Punkte abgebucht werden, um den vorgeschriebenen Ausgleich und Ersatz zu erbringen. Nur deshalb war die Stadt bereit dieses Projekt wie geschildert zu bezahlen.